# Islands - Essential Einaudi
Islands - Essential Einaudi è un album, pubblicato nel 2011, che contiene una raccolta dei maggiori successi del pianista italiano Ludovico Einaudi ed alcuni inediti.
La traccia Love Is a Mystery vede la partecipazione della Orchestra sinfonica nazionale ceca ed è stata registrata a Praga.

## Tracce
1. I giorni – 6:52
2. The Earth Prelude – 5:02
3. Le onde – 5:37
4. Nightbook – 5:52
5. Divenire – 6:43
6. Dietro casa – 3:54
7. Fairytale – 4:00
8. Nuvole bianche – 5:57
9. Passaggio – 5:58
10. Primavera – 7:24
11. Nefeli – 4:30
12. Questa notte – 5:42
13. Berlin Song – 4:25
14. Melodia Africana III – 4:48

Durata totale: 76:44
Deluxe Edition
1. High Heels – 4:38
2. White Night – 3:13
3. L'origine nascosta – 3:11
4. Love Is a Mystery – 3:03
5. Monday – 5:53
6. Lady Labyrinth – 5:31
7. Solo – 6:42
8. Ancora – 12:09
9. Andare – 6:57
10. Eros – 5:44
11. Indaco – 5:21
12. Fly – 4:38
13. Oltremare – 11:02

Durata totale: 78:02